# Приам
Приа́м (лат. Priamus, др.-греч. Πρίαμος) — последний троянский царь, сын Лаомедонта и Стримо, шестой по счёту царь Трои; в общем счёте правил 40 лет.

## Происхождение имени
Большинство учёных выводят имя из лувийского 𒉺𒊑𒀀𒈬𒀀 (Pa-ri-a-mu-a- «исключительно храбрый»), которое засвидетельствовано как имя человека из Зазлиппы (Киццуватна). Похожая форма засвидетельствована в греческой транскрипции как Paramoas около Кесарии в Каппадокии. Некоторые отождествляют Приама с исторической фигурой Пиямараду, мятежным военачальником, действующим в окрестностях Вилусы.
Народная этимология выводит имя из греческого глагола priamai, означающего «покупать». Это, в свою очередь, порождает историю о том, как сестра Приама Гесиона выкупила его свободу у Геракла с помощью покрывала, тем самым «купив» его. Эта история засвидетельствована в «Библиотеке» Псевдо-Аполлодора и других мифографических произведениях, датируемых первым и вторым веками нашей эры.

## Семья
Приам — единственный из сыновей Лаомедонта, оставленных в живых Гераклом, когда он с отрядом добровольцев захватил город, мстя Лаомедонту. Согласно одной версии, когда Геракл приплыл под Трою, Приам освободил Теламона и Ификла, брошенных Лаомедонтом в темницу, за что Геракл и пощадил его. По другой версии, Геракл выкупил его у пленивших его соседей Трои.
От своей первой жены Арисбы Приам имел только одного сына, Эсака, от второй (Гекабы или Гекубы) сыновей Гектора, Париса (иначе называемого Александром), Деифоба, Гелена и шесть других, а также дочерей: Креусу, Лаодику, Поликсену, Кассандру, Илиону. Вместе с детьми от других женщин у него было 50 сыновей и 50 дочерей (или всего 100 детей). По Гигину, 41 сын и 14 дочерей. Либо 50 сыновей, из них 17 от Гекабы. По Вергилию, 100 дочерей и невесток.
Согласно Деметрию из Скепсиса, его богатства произошли от золотых россыпей в Астирах близ Абидоса.

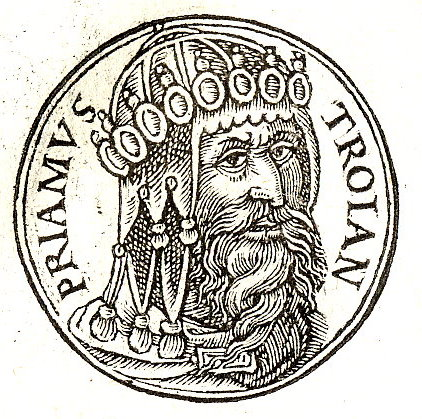
Портрет из сборника биографий
Promptuarii Iconum Insigniorum (1553 год)

## Роль в Троянской войне
Во время Троянской войны Приам был уже настолько стар, что не принимал участия в битвах. На поле сражения он появляется только один раз, чтобы условиться с греками относительно поединка Париса с Менелаем.
После смерти Гектора Приам тайно, с помощью Гермеса, пробирается в палатку Ахилла и вымаливает у героя обезображенное тело своего сына. О смерти Приама у Гомера ничего не говорится.
При взятии Трои ахейцами он прибегнул к защите алтаря Зевса Отрадного (Геркея), был убит Неоптолемом (другое имя Пирр). На этом алтаре стояла деревянная статуя Зевса с третьим глазом на лбу. Согласно поэме Лесхея, оттащен от жертвенника и убит Неоптолемом у ворот дворца. По версии, убит Неоптолемом у мыса Сигея на могиле Ахилла.
Изображен на картине Полигнота в Дельфах. Упомянут в «Одиссее» (III 107). Действующее лицо трагедии Эсхила «Фригийцы, или Выкуп тела Гектора» (фр. 263—267 Радт), трагедий Софокла «Фригийцы» (фр. 724—725 Радт), «Приам» (не дошло ни одной строки), Еврипида «Александр», Филокла Старшего «Приам», Тимесифея, Дионисия Сиракузского, Энния «Выкуп Гектора».

## В астрономии
В честь Приама назван астероид (884) Приам, открытый в 1917 году.